# Théorème de Whitehead
En théorie de l'homotopie (une branche des mathématiques et plus précisément de la topologie algébrique), le théorème de Whitehead établit que si une application continue f entre deux espaces topologiques connexes X et Y induit un isomorphisme sur tous leurs groupes d'homotopie, alors f est une équivalence d'homotopie dès que X et Y ont le type d'homotopie de CW-complexes. Ce résultat a été démontré par J. H. C. Whitehead dans deux articles de référence de 1949 et justifie l'introduction de la notion de CW-complexes faite dans ces articles.

## Équivalence faible d'homotopie
Soient {\displaystyle X} et {\displaystyle Y} deux espaces topologiques, de points de bases respectifs {\displaystyle x} et {\displaystyle y}, et
{\displaystyle f:X\to Y}
une application continue telle que {\displaystyle f(x)=y}. On considère les morphismes induits pour n ≥ 0,
{\displaystyle f_{n}:\pi _{n}(X,x)\to \pi _{n}(Y,y),}
où {\displaystyle \pi _{n}} désigne le ne groupe d'homotopie si n ≥ 1 et {\displaystyle \pi _{0}} désigne l'ensemble des composantes connexes par arcs.
({\displaystyle f_{n}} est donc un morphisme de groupes si n ≥ 1, et un morphisme d'ensembles pointés si n = 0.)
On dit que {\displaystyle f} est une équivalence faible d'homotopie si tous les {\displaystyle f_{n}} sont des isomorphismes.

## Énoncé
Théorème — Toute équivalence faible d'homotopie entre deux CW-complexes connexes est une équivalence d'homotopie.
D'après le théorème d'Hurewicz, tout quasi-isomorphisme entre deux CW-complexes simplement connexes est une équivalence faible d'homotopie, ce qui explique que le théorème de Whitehead soit parfois énoncé sous la forme :

Tout quasi-isomorphisme entre deux CW-complexes simplement connexes est une équivalence d'homotopie.

## Espaces ayant mêmes groupes d'homotopie mais pas même type d'homotopie
Il ne suffit pas que les groupes d'homotopies de deux CW-complexes connexes X et Y soient isomorphes pour que X et Y soient homotopiquement équivalents : l'hypothèse que tous ces isomorphismes sont induits par une même application de X dans Y est indispensable.
Par exemple, pour m et n distincts > 1, Sm × Pn(ℝ) et Pm(ℝ) × Sn ont mêmes groupes d'homotopie (les mêmes que Sm× Sn, sauf ℤ2 pour le groupe fondamental) mais pas même type d'homotopie, puisque leurs groupes d'homologie diffèrent (d'après le théorème de Künneth). De même pour Pm(ℂ) × S2n + 1 et S2m + 1  × Pn(ℂ). On peut construire d'autres exemples en remarquant qu'un espace connexe X n'a généralement pas le même type d'homotopie que le produit d'espaces d'Eilenberg-MacLane X' = K(π1X, 1) × K(π2X, 2) × … : par exemple, pour X = S2, H3(X') ≠ 0. On peut même facilement trouver des espaces non homotopiquement équivalents ayant à la fois même homotopie et même homologie.
L'hypothèse que X et Y sont des CW-complexes est également indispensable, même pour des sous-espaces de ℝn. Par exemple, le « cercle polonais », courbe plane obtenue en ajoutant à la courbe sinus fermée du topologue un arc joignant (0, –1) à (1, sin 1), a tous ses groupes d'homotopie triviaux, mais n'est pas contractile. L'étude des généralisations possibles du théorème de Whitehead à des espaces plus généraux fait partie de la théorie des formes (en).

## Généralisation aux catégories à modèles fermées
Dans une catégorie à modèles fermés, toute équivalence faible entre objets fibrants-cofibrants est une équivalence d'homotopie.